# Dicallomera
Dicallomera is een geslacht van vlinders uit de familie van de spinneruilen (Erebidae), onderfamilie donsvlinders (Lymantriinae).

## Soorten
- Dicallomera fascelina (Linnaeus, 1758) - Grauwe borstel
- Dicallomera fortunata (Rogenhofer, 1891)